# Bruno Lüdke
Bruno Lüdke (Köpenick, 3 aprile 1908 – Vienna, 8 aprile 1944) fu accusato di essere un serial killer, sebbene non siano mai state esibite prove certe dei delitti che avrebbe commesso.
Fu condannato a morte per 51 omicidi senza processo, esclusivamente a causa del suo aspetto fisico che racchiudeva gli stereotipi tipici del delinquente per come sostenuto dalla teoria della fisiognomica, allora notevolmente accreditata che vedeva in Cesare Lombroso uno dei principali sostenitori.
Bruno Lüdke fu la più celebre vittima delle teorie lombrosiane dell'antropologia criminale.

## Biografia
Considerato un ritardato con piccoli precedenti penali per furto, non si era mai allontanato dal quartiere natale fino all'età di dodici anni, poiché non in grado di provvedere a se stesso. Era stato sterilizzato dal governo nazista in quanto conduceva una "vita indegna". Lavorante presso una lavanderia, fu fermato dalla polizia berlinese il 18 marzo 1943 e accusato dell'omicidio di una donna.

### Il mostro
Il suo inquisitore, il commissario Franz, lo interrogò per ore in assenza di testimoni percuotendolo e minacciandolo fino a fargli confessare venti omicidi. Successivamente Bruno Lüdke fu idealizzato come mostro e gli furono attribuiti ben cinquantuno omicidi che corrispondono a circa un terzo dei delitti commessi in Germania dal 1926 al 1943 e rimasti irrisolti sino ad allora.
Non vi era nessuna prova a suo carico e i delitti non avevano tratti in comune ma egli fu accusato di tutti gli efferati omicidi irrisolti al fine di dimostrare che chi ha una determinata fisionomia è un essere umano inferiore e pericoloso, con tendenze e devianze delinquenziali, secondo le teorie naziste di allora che muovevano dall'atavismo. Il suo fisico e le sue movenze furono definite quelle di una scimmia antropomorfa e fu paragonato all'Uomo di Neanderthal. Secondo la classificazione nazista Lüdke possedeva tutte le caratteristiche del criminale nato.
Da detenuto fu sottoposto a numerose sedute fotografiche al fine di definire e cogliere quelli che si pensava fossero i tratti distintivi esteriori del criminale. Lüdke diventò il modello di una grandissima raccolta fotografica in tre grossi album tuttora conservati a Berlino.
Dopo l'arresto e la detenzione a Berlino, fu trasferito presso l'istituto di medicina legale di Vienna gestito dalla polizia dove subì numerosi e raccapriccianti esperimenti tra cui iniezioni di alcol. Anche qui fu fotografato nudo e della sua testa si realizzò un calco completo. Bruno Lüdke fu giustiziato con un'iniezione letale nel 1944.
Oggi la fisiognomica è ritenuta una pseudoscienza e Bruno Lüdke è stato riconosciuto completamente estraneo ai reati di cui è stato accusato. Infatti nel 1995 Jan A. Blaauw, ex capo di polizia nonché ex capo delle brigate di investigazione criminale della città di Rotterdam, ha per primo riportato alla ribalta la storia di Bruno Lüdke dimostrandone l'innocenza.

## Filmografia
- L'ordine segreto del Terzo Reich (Nachts, wenn der Teufel kam), regia di Robert Siodmak (1957, basato sulla versione ufficiale nazista)
- La faccia del cattivo, regia di Davide Tosco (documentario trasmesso da History Channel in Italia nel 2007)